# 피칸 파이

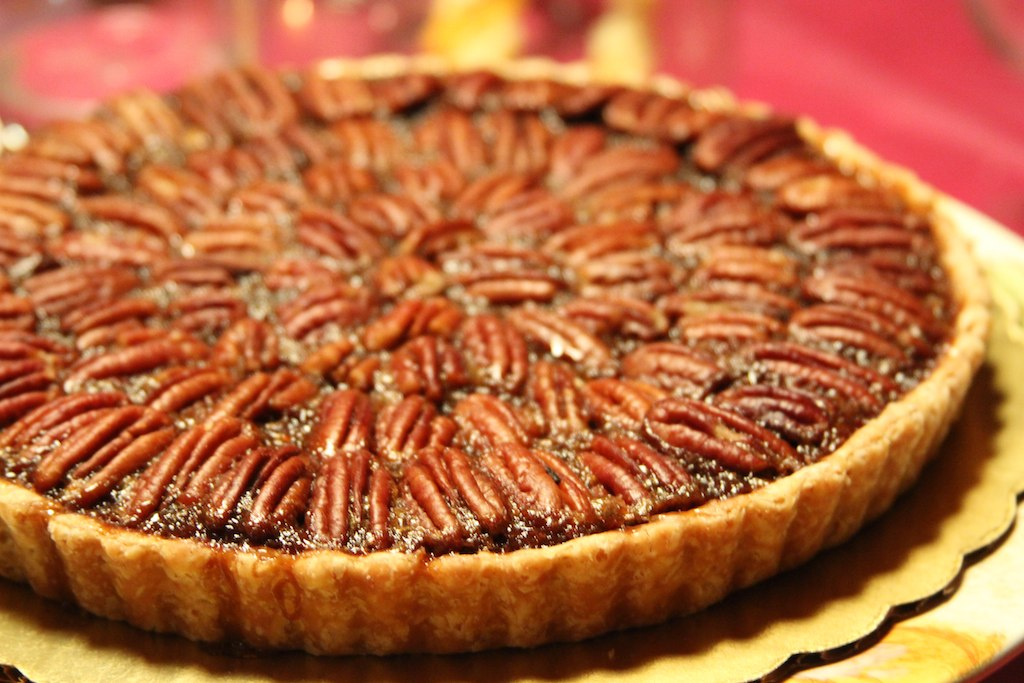

피칸 파이(pecan pie)는 계란, 버터, 설탕(일반적으로 옥수수 시럽)을 채운 피칸 너트 파이이다. 변형에는 백설탕 또는 갈색 설탕, 지팡이 시럽, 설탕 시럽, 당밀, 메이플 시럽 또는 꿀이 포함될 수 있다. 이 음식은 일반적으로 미국의 휴일 식사에 제공되며 미국 남부 출신의 특산품으로 간주된다. 대부분의 피칸 파이 레시피에는 향료로 소금과 바닐라가 포함되어 있다. 피칸 파이는 휘핑 크림, 바닐라 아이스크림 또는 딱딱한 소스와 함께 제공될 수 있다.

## 기원
이 음식의 기원을 추적하려는 시도가 있었으나 1886년 하퍼스 바자(Harper's Bazaar)에 게시된 피칸 커스터드 파이 조리법보다 더 이른 조리법을 발견하지는 못했다. 피칸 파이는 옥수수 시럽이 발명되기 전에 만들어졌으며 이전 조리법에서는 더 진한 설탕 기반 시럽이나 당밀을 사용했다. 1929년 하원 클럽 요리책에는 계란, 우유, 설탕, 피칸만 사용한 파이 레시피가 나와 있다. 카로 시럽의 제작자들은 이 요리와 클래식 파이의 변형(캐러멜, 계피, 아이리시 크림, 땅콩 버터 등)에 대한 많은 요리법을 대중화하는 데 크게 기여했다. 회사는 이 요리가 1930년대 기업 영업 임원의 아내가 "옥수수 시럽의 새로운 용도"를 "발견"한 것이라고 주장했다. 패니 파머(Fannie Farmer)와 요리의 기쁨(The Joy of Cooking)과 같은 잘 알려진 요리책에는 1940년 이전에는 이 디저트가 포함되지 않았다. 피칸 파이는 1940년대와 1950년대에 미국 남부 문화와 밀접한 관련이 있게 되었다.
피칸은 미국 남부가 원산지이다. 텍사스에서 발견된 고고학적 증거는 아메리카 원주민이 8,000년 이상 전에 피칸을 사용했음을 나타낸다.
당밀 타르트와 같은 설탕 파이는 중세 유럽에서 입증되었으며 북미에서는 사용 가능한 재료에 맞게 조정되어 슈플라이 파이, 설탕 크림 파이, 버터 타르트 및 체스 파이와 같은 요리가 탄생했다. 일부 피칸 파이 요리법은 진정한 커스터드를 만들기 위해 유사한 버터-설탕-계란과 우유 또는 연유를 첨가하여 만든 체스 파이의 변형일 수 있다.
어떤 사람들은 프랑스인들이 아메리카 원주민 퀴니피사(Quinipissa)와 탕기파호아(Tangipahoa) 부족에 의해 피칸 너트에 소개된 후 뉴올리언스에 정착한 직후 피칸 파이를 발명했다고 말했다. 앨라배마에서 1800년대 초에 존재했던 피칸 파이에 대한 주장도 있었지만 조리법이나 문헌에 의해 뒷받침되지 않는 것으로 보인다.

## 같이 보기
- 크리스마스 음식 목록